# رضا مستوفی‌فرد
رضا مستوفی‌فرد (۱۳۱۲–۵ بهمن ۱۴۰۰) باستان‌شناس ایرانی و استاد بازنشستهٔ دانشگاه تهران بود.

## زندگی
مستوفی فرد فارغ‌التحصیل رشته باستان‌شناس از دانشگاه تهران بود که در سال ۱۳۴۵ نیز به استخدام این دانشگاه درآمد و به عنوان استادیار در گروه باستان‌شناسی مشغول به کار شد. وی در حفاری‌های متعدد باستان‌شناسی شرکت داشته که از جمله مهمترین آنها شرکت در حفاری تپه مارلیک به سرپرستی عزت‌الله نگهبان و سرپرستی چند فصل کاوش آموزشی دانشجویان باستان‌شناسی دانشگاه تهران در دشت قزوین بوده‌است. وی همچنین از پیشکسوتان دانش موزه‌داری و مدرس این رشته بوده و جامعهٔ موزه‌داری کشور از خدمات او بهره‌ها برده‌است. از جمله خدمات وی در عرصه موزه‌داری تلاش برای راه‌اندازی موزه مقدم است. مستوفی فرد تا سال ۹۶ به فعالیت‌های آموزشی و پژوهشی خود ادامه داد به این ترتیب جامعه باستان‌شناسی و موزه‌داری ایران نزدیک به نیم قرن از خدمات وی بهره جست.

## مطالعه بیشتر
- انسان و گاو در آثار جیرفت، میترا معنوی‌راد و مریم رزقی‌راد، با مقدمه رضا مستوفی‌‌فرد، تهران: نفیس، ‏‫‏‏‏‏۱۳۹۶